# Гуревич, Татьяна Евсеевна
Татья́на Евсе́евна Гуре́вич (1902/1904/1905 — 22 сентября 1941, Ленинград) — советский драматург, редактор журналов «Чиж» и «Костёр» издательства «Детгиз», издательства «Советский писатель», литературный секретарь Ю. Н. Тынянова. Автор игровой пьесы для кукольного детского театра «Гусёнок» (1935, в соавторстве с Н. В. Гернет), выдержавшей множество постановок в СССР, постперестроечной России и за рубежом.

## Биография
Сведений о жизни и творчестве Т. Е. Гуревич немного. Родилась в начале XX века (в разных источниках указываются годы: около 1902, 1904 и около 1905). Детство прошло в Одессе, с ранних лет увлекалась театром. Позднее жила в Ленинграде, сотрудничала с Домом художественного воспитания детей, затем работала в детском журнале «Чиж». Главной героиней публиковавшихся в журнале в 1930-х годах первых советских детских комиксов была придуманная поэтом Д. Хармсом и художником Б. Малаховским девочка по прозвищу Умная Маша. Детям предоставлялась возможность позвонить в редакцию с вопросами к ней. Татьяна Гуревич, обладавшая тонким, «детским» голосом, выступала в роли Умной Маши, отвечая на звонки читателей по редакционному телефону. Сотрудничала также с детским журналом «Костёр».
В 1935 году в соавторстве с Н. В. Гернет написала детскую игровую пьесу «Гусёнок» для Ленинградского Большого театра кукол.
В 1937 году при разгроме ленинградского отделения «Детгиза» Гуревич выступила на собрании в защиту обвинявшихся во «вредительстве» коллег, после чего была уволена с работы за «связь с врагами народа». История нашла отражение в документальной повести Л. К. Чуковской «Прочерк». Имя Гуревич исчезло с театральных афиш, характеристика не давала возможности найти работу.
В предвоенные годы работала в Ленинградском отделении «Издательства писателей», занималась серией «Библиотека поэта». Была литературным секретарём Ю. Н. Тынянова.
Погибла в Ленинграде 22 сентября 1941 года от разрыва фугасной бомбы, упавшей на Гостиный двор, на территории которого находилась редакция «Издательства писателей». Гибель Т. Е. Гуревич нашла отражение в дневниках и воспоминаниях ряда известных современников, в числе которых Ольга Берггольц, Екатерина Боронина, Павел Лукницкий, Лидия Чуковская и др. Похоронена на Волковом кладбище.

## «Гусёнок»
Мы с огромным удовольствием поставили «Гусёнка». Эта маленькая пьеса прозрачна по сюжету, очень действенна и очень кукольна.
Известное произведение Т. Е. Гуревич — пьеса для кукольного театра «Гусёнок». Пьеса-игра «в одном действии, двух картинах, с интродукцией и антрактом» для детей в возрасте 5—6 лет была написана в 1935 году в соавторстве с Н. В. Гернет по предложению Т. Е. Гуревич. Главная героиня пьесы — девочка Алёнка, роль которой исполняется актрисой, ведущей спектакль, другие действующие лица — куклы: гусёнок Дорофей, Лиса и Ёж. Согласно авторскому замыслу, дети выступают в качестве не только зрителей, но и участников действия, помогая героине пасти гусёнка и оберегать его от опасностей.
По свидетельству Н. В. Гернет, пьеса создавалась «легко и весело»:

Ни о какой «специфике» кукольного театра я и понятия не имела и в этом полагалась на своего соавтора, от которого по ходу работы получала необходимые одёргивания и пояснения. Зато я знала детей и что они любят, и этим брала реванш.
Первая постановка была осуществлена в октябре 1935 года московским Театром детской книги имени Халатова, в ноябре того же года спектакль поставлен ленинградским Большим театром кукол под руководством С. Н. Шапиро, в декабре — Театром кукол под руководством С. В. Образцова. В Театре Образцова пьеса шла 16 лет, прошло более тысячи представлений.
С 1939 года пьеса в переводе на чешский язык шла на сцене пражского театра «Царство кукол», спектакли продолжались в период немецкой оккупации Чехословакии. Затем начались постановки на других российских, европейских и азиатских театральных площадках. В Китае пьеса шла под названием «Утёнок».
Пьесу называли «„Чайкой“ кукольного театра», по оценке генерального секретаря Международного союза кукольных театров (УНИМА) Яна Малика, «Гусёнок» — «самая распространённая и самая популярная пьеса для кукол». По оценке С. В. Образцова, пьеса стала «классикой театра кукол».
«Гусёнок» считается одной из самых репертуарных кукольных пьес для детей и ставится в профессиональных и самодеятельных театрах разных стран по сей день.